# István Nyers
István Nyers, conegut a Itàlia com Stefano Nyers, (25 de maig de 1924 - 9 de març de 2005) fou un futbolista hongarès, nascut a França.
Malgrat només disputà dos partits amb la selecció hongaresa, és considerat un dels futbolistes més importants que ha donat el país. Havia nascut a França d'una família hongaresa. Jugà a molts països europeus. A l'Újpest FC de Budapest guanyà les lligues de 1945 i 1946. Posteriorment jugà al club txec FK Viktoria Žižkov i al francès Stade Français. On més destacà fou a Itàlia, principalment a l'Inter de Milà, on amb 26 gols a la seva primera temporada fou màxim golejador de la lliga italiana de futbol. En total disputà 182 partits i marcà 133 gols. Guanyà les lligues de 1953 i 1954. Els darrers anys de la seva carrera jugà breument a Catalunya al FC Barcelona, Terrassa FC i CE Sabadell FC.